# Koutoula (Cameroun)
Pour les articles homonymes, voir Koutoula ou Dabar Tsamiya (homonymie).
Koutoula plus connue sous le nom Dabar Tsamiya, est une localité du Cameroun située dans la commune de Blangoua, le département du Logone-et-Chari et la Région de l'Extrême-Nord, à proximité de la frontière avec le Tchad et du lac Tchad. Avec plus de 5000 habitants, ce village est peuplé en grande partie par les Haoussa (94%), les Kotoko ( 4 % ), Arabe Choa (1%), Peul et autres.

En 2011, un diagnostic participatif a dénombré 5 250 personnes à Koutoula ou Dabar Tsamiya, sans faire la distinction entre les deux.